# United Airlines Flight 93

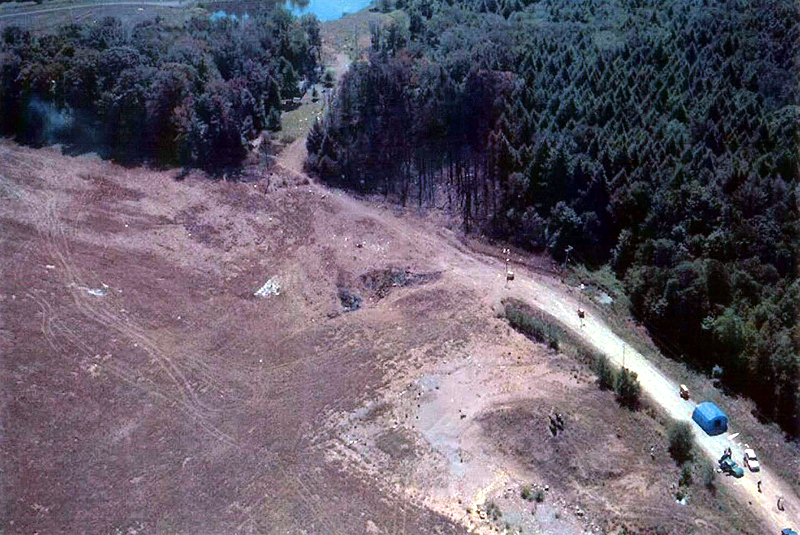
Haveriplatsen utanför Shanksville

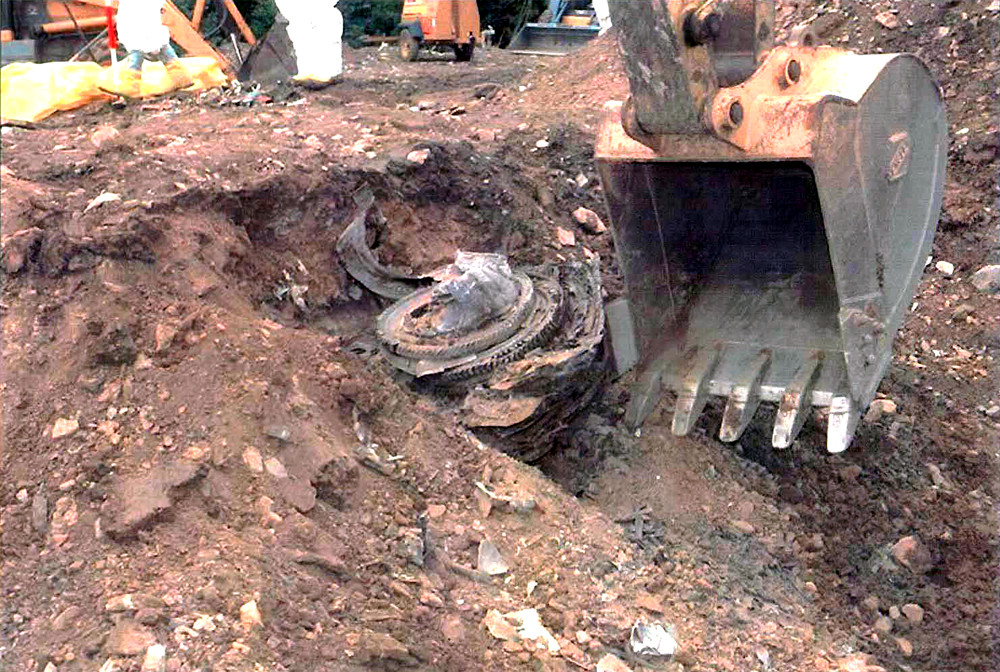
En av jetmotorerna från flygplanet grävs fram vid haveriplatsen

United Airlines Flight 93 var flightnumret på en Boeing 757-222 från United Airlines som den 11 september 2001 flög från Newark International Airport i Newark, New Jersey med destination San Francisco International Airport, varifrån planet sedan skulle fortsätta till Naritas internationella flygplats i Tokyo, Japan. Planet var ett av de fyra som kapades under 11 september-attackerna men det enda plan som inte nådde det mål kaparna hade, vilket var en direkt följd av att passagerarna ombord iscensatte en revolt mot kaparna och försökte ta tillbaka planet.

## Bakgrund
Passagerarnas agerande berodde på att flera av dem ringde anhöriga för att berätta om kapningen och då, eftersom United Airlines 93 inte hade lyft förrän 08:42, 42 minuter efter planerad avgångstid, fick veta att andra plan hade kapats och flugit in i World Trade Center. Några av passagerarna ombord kom att inse att även deras plan var kapat av män som ämnade iscensätta en självmordsattack. När denna information spred sig bland passagerarna organiserade man en omröstning för att bestämma hur man skulle agera. Kort efter detta, troligtvis omkring klockan 09.57, anföll man kaparna.

## Passagerarnas ingripande
Enligt 9/11-kommissionen hade passagerna troligen övermannat kaparna i kabinen redan kl 09.58.57, eftersom de då redan försökte ta sig in i den låsta förarkabinen, vilket bevisas av att en av kaparna inne i förarkabinen säger åt den andra att blockera dörren. Den kapare som satt vid kontrollerna gjorde hastiga manövrar för att hindra passagerarna att ta sig in i förarkabinen. Passagerarnas ingripande fortsatte dock och kl 10.02.23 registrerade mikrofonen i förarkabinen en av kaparna säga "Pull it down, Pull it down" (Fritt översatt: "Ta ner det! Ta ner det!"). Passagerarna var troligtvis nu nära, kanske bara sekunder ifrån att lyckas ta sig in i förarkabinen. Under rop av "Allah är stor, Allah är stor" drog kaparen vid kontrollerna ratten skarpt åt höger och planet rollade 180 grader och flög därefter upp och ner. Kort därefter, klockan 10.03.11 träffade planet marken, med en vinkel på 40 grader med nosen neråt, på ett fält utanför Shanksville i Pennsylvania, cirka 21 mil nordväst om Washington DC, med en hastighet på 906 km/h. Alla ombord tros ha dött omedelbart.

## Kaparnas mål
Det har aldrig med säkerhet kunnat sägas vilket mål kaparna hade tänkt krascha in i, men Capitol Hill eller Vita Huset i Washington har framförts som de troligaste målen. Men även CIA:s högkvarter i Langley har nämnts som ett möjligt mål. Enligt 9/11-kommissionen sades det i en konversation mellan Ramzi bin al-Sjibh, som hade en nyckelroll i planerandet och genomförandet av attackerna, och Mohammed Atta, en av kaparnas ledare som befann sig på ett annat plan, att Vita huset var det primära målet och Kapitolium det sekundära.

## De andra planen och kaparna ombord på UA Flight 93
De andra flygplanen som kapades den dagen var American Airlines Flight 11, United Airlines Flight 175 och American Airlines Flight 77. Till skillnad från de andra planen så flög Flight 93 från New York istället för Boston. Dess slutdestination var San Francisco istället för Los Angeles som de andra planen. En annan skillnad var att Flight 93 hade fyra kapare istället för fem. Den franska medborgaren Zacarias Moussaoui tros ha planerat att vara den femte kaparen på United Airlines Flight 93 men greps av FBI den 16 augusti 2001 efter att en flyglärare på flygskolan som han gick på fattat misstankar mot honom.
Kaparna har rapporterats vara:
- Ziad Jarrah (libanes) - pilot
- Ahmed al-Haznawi (saudier)
- Ahmed al-Nami (saudier)
- Saeed al-Ghamdi (saudier)

## Filmer
- Flight 93 (2006) - TV-film
- United 93 (2006) - biofilm

## Övrigt
|  |
|  |